# 3060 Delcano
3060 Delcano eller 1982 RD1 är en asteroid i huvudbältet som upptäcktes den 12 september 1982 av den Schweiziska astronomen Paul Wild vid Observatorium Zimmerwald. Den har fått sitt namn efter Juan Sebastián Elcano.
Asteroiden har en diameter på ungefär 7 kilometer.